# Đuro Daničić
Đuro Daničić (Ђурo Даничић, eredeti családi nevén Đorđe Popović, Ђорђе Поповић) (Újvidék, 1825. április 6. – Zágráb, 1882. november 17.) szerb nyelvész és Biblia fordító, a zágrábi Délszláv Akadémia titkára volt

## Élete
Daničić régi újvidéki szerb lelkész család sarja. Apja 1838-ban bekövetkezett korai halálát követően az ifjú Đorđe az egyetlen kiutat a tanulásban lelte. 15 éves korában végezte el a gimnázium öt osztályát Újvidéken, majd a Pozsonyi evangélikus Lyceumban folytatta a VI. osztályt és bölcseleti tanulmányokat. 1844-ben a bécsi egyetemen jogot hallgatott, de 1845-ben a szerb nyelvújító és a szerb népköltészet gyűjtője Vuk Stefanović Karadžić és a szlovén Fran Miklošič, akikkel ekkor ismerkedett meg, figyelmét a szerb nyelvészetre terelték; 1846 őszén elhagyta az egyetemet és Karadžićnak segédkezett a szerb-német-latin szótára szerkesztésénél, úgyszintén a szerb népdalok és mesék kiadásában. 
Vuk Karadžić egyik legodaadóbb követője, ennek köszönhetően 1847-ben nevet változtatott, így a Đorđe Popović helyett a könyveit már Đuro Daničić név alatt adja ki.
1853–1855-ben Mihajlo Obrenović szerb fejedelem nejét Hunyady Julia grófnőt a szerb nyelvre tanította. 1856-ban a belgrádi Nemzeti Könyvtár igazgatója s 1859-ben az ottani lyceumon a szláv irodalomtörténet tanára lett. Mivel 1865-ben szabadelvűsége miatt tanszékéről elmozdíttatott, elhagyta Szerbiát és Zágrábba ment, hol a Délszláv Akadémia titkára lett. 1847-től tagja volt a belgrádi Szerb Irodalmi Társaságnak és 1863. december 29-étől levelező tagja a szentpétervári akadémiának. Munkatársa a volt a Glasniknak és több szerb tudományos folyóiratnak.
Daničić számos középkori szerb szerző munkáját adta ki, melyek közül a következőket emelnénk ki: Domentijan, Teodosije, Danilo.
Az ő nevéhez fűződik az Ótestamentum modern szerb nyelvre való első fordítása is.

## Munkái
- Rat za srpski jezik i pravopis. Buda, 1847 (Küzdelem a szerb nyelvért és helyesírásért. A bécsi kormány politikai okokból eltiltotta.)
- Stari zavjet. Bécs 1852 (az Ótestamentum szerb fordítása)
- V. Laziću. Bécs, 1848 (Lazić urnak, Két polemikus mű)
- Pripovietke iz staroga i novoga zavjeta. Uo. 1850 (Elbeszélések az Ó- s Új-Testamentumból, három szójárásban)
- N. A. Muravijeva pisma o službi u pravoslavnoj crkvi. Újvidék, 1854 (Murawief levelei az ortodox egyházi szolgálatról, oroszból ford.)

Szerb nyelvtana, a régi szerb nyelv szótára s többi munkái Bécsben és Belgrádban jelentek meg.
Szerkesztette a belgrádi Szerb Tudós Társaság évkönyveit, melyekbe sok értekezést irt.